# Шемельов Володимир Костянтинович
Володимир Костянтинович Шемельов (нар. 24 грудня 1935, Ленінград, СРСР — пом. 6 червня 2008, Одеса, Україна) — радянський футболіст, півзахисник. Майстер спорту СРСР. Тренер вищої кваліфікації.
Освіта вища. У 1962 році закінчив Ленінградський військовий інститут фізичної культури (ВШТ).
Майор Збройних Сил СРСР у відставці.

## Кар'єра гравця
У дитячому віці пережив блокаду, втративши за цей період батька. Після закінчення Німецько-радянської війни, в 1949 році пішов працювати збирачем-механіком на завод «Прогрес», який згодом з ленінградськими заводами «КІНАП» і «Гомза» увійшов до об'єднання ЛОМО. На заводі розпочав грати у футбол, згодом звернув на себе увагу тренерів ДЮСШ «Зеніт», якою керував заслужений майстер спорту Володимир Аполлонович Кусков. Величезний вплив на подальший вибір професії Шемельова надала перемога «Зеніту» в Кубку СРСР 1944 року.
У 1954 році Наказом Міністра оборони СРСР в Одесі була створена штатна армійська футбольна команда, в яку був призваний на службу Шемельов. Відслуживши строкову службу, півзахисник вирішив продовжити футбольну кар'єру в Одесі, залишившись на надтермінову службу, хоча на нього розраховували клуби класу «А», включаючи рідний «Зеніт».
У 1956 році в складі збірної Одеської області Шемельов півзахисник став переможцем першої в історії Спартакіади народів УРСР, проте в фінальних змаганнях, які проходили в Москві, участі не брав.
У 1957 році Шемелёв вперше в своїй кар'єрі увійшов до числа 33-х кращих футболістів України під №1 як лівий півзахисник. Наступного року Володимир повторив це досягнення.
У вересні 1958 року почали наполягати на завершенні кар'єри через серйозні проблеми з серцем. У 1960 році Володимир закінчив кар'єру гравця.

## Кар'єра тренера
Шемельов перейшов на тренерську посаду, очоливши клубну команду одеського СКА. У тому ж році без іспитів у напрямку Амазаспа Бабаджаняна був зарахований до Вищої школи тренерів, після закінчення якої він увійшов до тренерського штабу першої команди СКА (Одеса).
У 1963 році в тандемі з Віктором Федоровим Шемельов привів армійців Одеси до перемоги в чемпіонаті України, а через рік завоював срібні медалі другої групи класу А та путівку в елітний дивізіон. СКА став першим в історії радянського футболу володарем призу «Агресивний гість», заснованого газетою «Комсомольское знамя».
Після резонансної НС в популярному ресторані Одеси «Чорне море», коли в масовій бійці взяли участь гравці основного складу СКА, Федерація футболу СРСР дискваліфікувала учасників конфлікту і позбавила тренерів команди кадрових маневрів. Внаслідок цього СКА, склад якого значно ослаб за підсумками сезону 1965 року позбувся місця в еліті. Однак «у зв'язку з необхідністю розширення рамок внутрішнього календаря» число команд у вищій лізі збільшили на дві, помилувавши при цьому трьох аутсайдерів.
Підготовку до чемпіонату 1966 року СКА розпочинав у ранзі команди другого дивізіону, але коли надійшов наказ про розширення вищої ліги, армійцям знову випала нагода закріпитися серед найкращих команд країни. Відразу після закінчення сезону 1965 року у СКА з'явився новий старший тренер, ним став Олексій Мамикін, який щойно завершив кар'єру гравця. Спочатку другим тренером залишався Шемельов, але незабаром він був відряджений на роботу в Польщу, і виліт СКА з вищого дивізіону де-факто відбувся вже без його участі.
П'ять років відслуживши тренером команди Північної групи військ, Володимир Костянтинович повернувся в Одесу і відразу ж відправився в Тирасполь: у 1972 році рішенням Міністерства оборони СРСР армійські команди трьох українських міст Києва, Львова та Одеси були відправлені піднімати футбол в райони відповідних військових округів. Київський СКА перебрався до Чернігова, львівський — у Луцьк, а одеський став молдавської командою, отримавши назву «Зірка» (Тирасполь). Фактично СКА залишився в Одесі, де футболісти жили й тренувалися, а в Тирасполь виїжджали тільки на «домашні» календарні матчі.
Повернення в Одесу армійської футбольної команди відбулося в 1976 році багато в чому завдяки Володимиру Шемельову, який замінив на посаді головного тренера клубу Михайла Єрмолаєва, і під керівництвом Шемельова клуб за два роки оформив вихід у першу лігу СРСР, де відіграв п'ять років поспіль й знову понизився у класі, але вже під керівництвом іншого наставника: Шемельов на той час очолив ДЮСШ СКА (Одеса), і пропрацював директором школи п'ятнадцять років, після чого став директором ДЮСШ Ігоря Бєланова та на цій посаді працював до останніх днів життя.
У 2001 році Володимир Шемельов був включений до числа найкращих футболістів Одеси XX століття.

## Досягнення

### Як гравця
СКА (Одеса)
- Чемпіонат УРСР
  -  Чемпіон (1): 1957
  -  Бронзовий призер (2): 1959, 1960

### Як тренера
СКА (Одеса)
- Чемпіонат УРСР
  -  Чемпіон (1): 1977
  -  Бронзовий призер (2): 1976

- Вихід до Перша ліга СРСР: 1978

### Відзнаки
- Майстер спорту СРСР